# Maria Anna Theresia von Stain zu Jettingen
Maria Anna Theresia Freiin von Stain zu Jettingen (* 5. August 1688; † 2. Mai 1751) war ab 1730 Oberhofmeisterin der Kurprinzessin und späteren Kurfürstin Maria Josepha von Sachsen.

## Leben

### Abstammung
Maria Anna Theresia entstammte dem Adelsgeschlecht derer von Stain zu Jettingen, sie war die Tochter von Philipp Ernst Freiherr von Stain zu Jettingen und  Maria Theresia von Küenburg.

### Familie

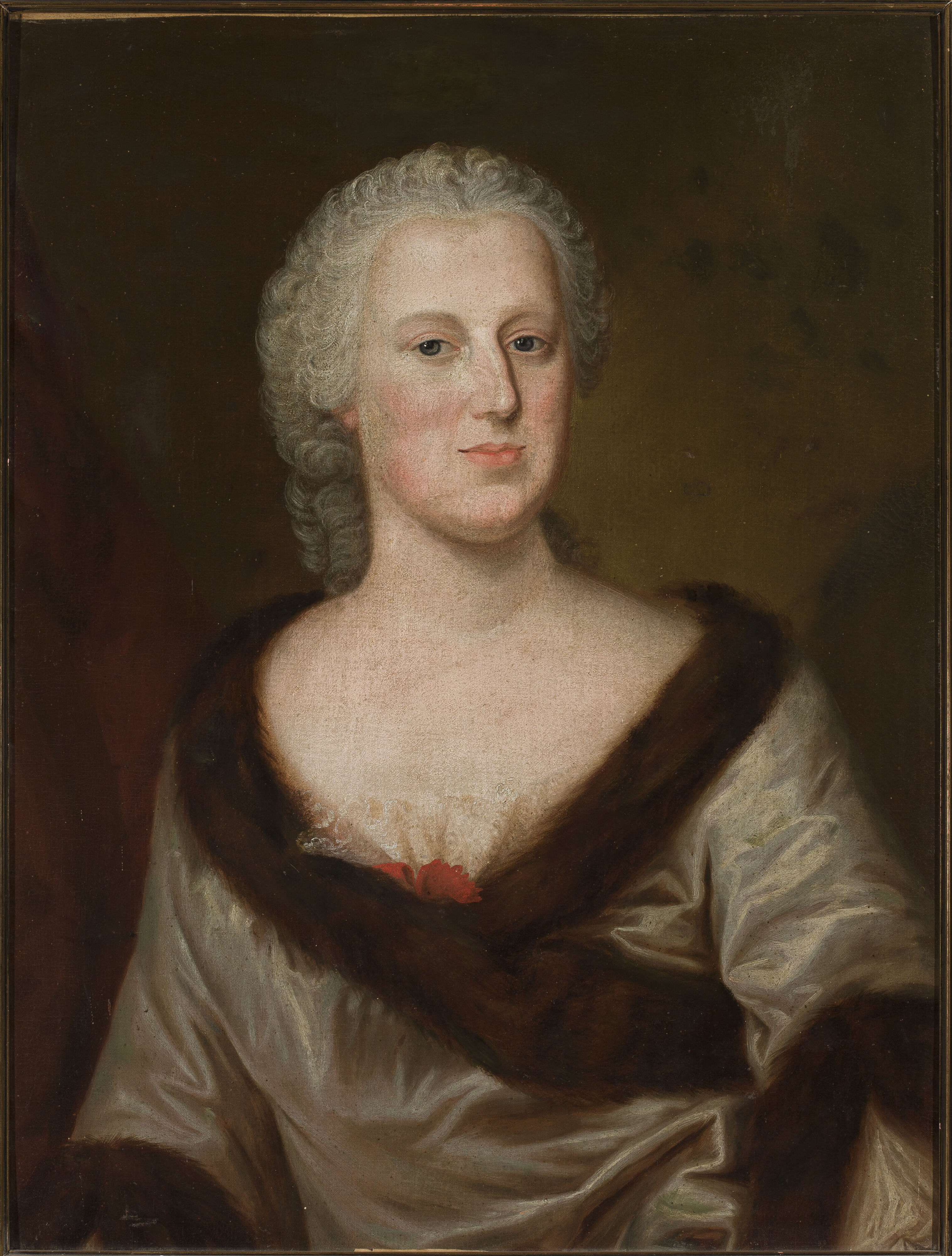
Maria Anna Franziska von Kolowrat-Krakowsky

Maria Anna Theresia heiratete den österreichischen Oberlandkämmerer von Böhmen und Statthalter von Prag Maximilian Norbert Graf von Kolowrat-Krakowsky. Aus der Ehe entstammten:
- Johann Ernst Philipp von Kolowrat-Krakowsky
- Maria Anna Franziska von Kolowrat-Krakowsky

### Einfluss und Oberhofmeisterin
Die hohe Stellung ihres Mannes erlaubte ihr, politischen Einfluss zu nehmen, den sie auch weidlich nutzte, dieser Einfluss erlosch mit dem Tod ihres Mannes 1721. Im Jahr 1730 wurde sie zur Oberhofmeisterin der Kurprinzessin Maria Josepha berufen. Da ihr Sohn früh starb, investierte sie alles in die Entwicklung ihrer Tochter Maria Anna Franziska. Letztendlich konnte eine Heirat mit dem sächsischen Minister Heinrich von Brühl arrangiert werden.

## Trivia
In der aufwendigen DDR-Fernsehproduktion Sachsens Glanz und Preußens Gloria wurde Maria Anna Theresia von Márta Rafael verkörpert.